# 육군유년학교 (일본)
육군유년학교(일본어: 陸軍幼年学校)는 일본 제국 육군의 군사 학교이다. 청소년 시기부터 육군 장교 후보 양성을 준비하기 위한 학교로, 육군사관학교의 전 단계이다. 프로이센 왕국의 군사 교육 제도를 본따 만들었다.
1870년에 오사카시에 유년학사가 설치된 것이 육군유년학교의 시초이다. 이듬해에는 육군과 해군이 분리되었고, 도쿄로 이전했다. 1872년에 유년학교로 독립하였으며, 1897년부터는 도쿄의 학교가 육군중앙유년학교가 되고 다른 여러 지역에 육군지방유년학교가 설치되었다. 의민태자 이은을 비롯하여 여러 대한제국 출신 유학생들이 이 학교를 거쳐 육군사관학교에 진학했다. 대한제국에서는 육군유년학교를 모방하여 같은 이름의 육군유년학교를 설립하기도 했다. 태평양 전쟁 패전으로 육군사관학교와 함께 해체되었다.

## 같이 보기
- 육군사관학교 (일본)
- 육군유년학교 (대한제국)